# Panaxia latefasciata
Panaxia latefasciata là một loài bướm đêm thuộc phân họ Arctiinae, họ Erebidae.